# Rubén Avilés
Rubén Avilés (Sevilha, 21 de junho de 1999) é um criador de conteúdo do TikTok conhecido por seus vídeos em defesa dos direitos LGBT.

## Biografia
Rubén nasceu em Sevilha em 1999. Estudou Publicidade e Relações Públicas na Universidade de Sevilha, graduando-se em 2022, e através do seu ativismo LGBT colaborou com a Cruz Vermelha. Em 2022, Rubén participou das atividades do Mês da Diversidade Sexual organizado pela Câmara Municipal de Sevilha. Nesse mesmo ano, foi indicado para os Prêmios TikTok 2022 na categoria Diversidade. Em 2022 foi entrevistado em Dulces y Saladas.
Ele é o criador de Las Voces de Ellas, um programa onde entrevista mulheres para contar suas histórias. Ele entrevistou mulheres como Samantha Hudson ou Inés Hernand.